# カリマコス
カリマコス（またはカッリマコス、カルリマコス、古希: Καλλίμαχος, Kallimachos, 英: Callimachus, 紀元前310年/紀元前305年 - 紀元前240年）は、ヘレニズム期の詩人、批評家である。批評家を兼ねる詩人の初期の1人であり、ヘレニズム期の学問を代表する人物。アレクサンドリア図書館の図書館員でもあったが、主要な司書になったことはなく、図書館が所蔵するすべての本のカタログ（図書目録）を作る任務に就いた。そして出来上がった『ピナケス』は120巻の長さで、図書館の蔵書を残らずすべて年代順にまとめ、ギリシア文学史に関する後の研究の基盤となった。ファラオのプトレマイオス2世とプトレマイオス3世がパトロンで裕福に暮らした。

## 出自
カリマコスはギリシアの植民地キュレネ（現リビア）の高貴なギリシア人家庭に生まれ育った。両親はMesatme（またはMesatma）家とバットス家の出だった。バットス家という名前は最初のキュレネ王バットス1世（en:Battus I of Cyrene）の末裔を思わせるが、カリマコスは8世代にわたってキレナイカを支配し、アフリカにおける最初のギリシア人王家でもある、リビアのギリシア人王朝バットス朝の末裔だと主張していた。カリマコスという名前は祖父（老カリマコス）の名を貰ったもので、その祖父はキュレネの将軍で市民から高い尊敬を受けていた。
カリマコスはシラクサ出身のユーフラテスというギリシア人の娘と結婚した。子供がいたかどうかはわかっていない。またカリマコスにはMegatimeという姉妹もいたが、彼女についてわかっていることは、StasenorusもしくはStasenorというキュレネ人と結婚し、カリマコス（若カリマコス）という子供を生んだことくらいで、若カリマコスも詩人になり、『島』という詩を書いた。
カリマコスはそれからアテナイで教育を受け、北アフリカに戻ると、アレクサンドリアに住み着いた。

## 作品
カリマコスはエリートかつ博識で、「すべての陳腐なものを忌み嫌う」と主張した。カリマコスの作品で最もよく知られているのは、短い詩、エピグラムである。ヘレニズム時代、ギリシア語で書かれた詩の主な傾向は、ホメロスを手本とした叙事詩を否定することだった。その代わりにカリマコスは、ホメロスの通ったすり減らされた轍を行くのではなく、「人跡未踏の野を馬車で駆る」よう詩人たちに訴えた。カリマコスが理想としたものは、短いが、構成も言葉選びも慎重を期した詩の形式だった。カリマコスの『アイティア（縁起物語）』の序文で、カリマコスは、アポローンが自分のところを訪れ、「群れを肥やせ、だがムーサはほっそりしたままに」と戒めたと書いた。念入りに作られた隠喩に富んだ要素の選択の明確な表示である。「μέγα βιβλίον μέγα κακόν（mega biblion, mega kakon、大きい本は大きい悪）」は、カリマコスが捨てるべきだと提案しているスタイルを作った長大な流行遅れの詩を攻撃する詩の一つだった。カリマコスは他に、パトロンである王族を讃える詩など、多岐にわたる種類の詩を書いた。さらに散文や批評も書いた。カリマコスの最も有名な散文作品は『ピナケス』で、アレクサンドリア図書館所蔵の本の作者たちの全120巻から成る図書目録通覧だった（ピナケスは、その後のアレクサンドリア図書館の焼失により喪失している）。
叙事詩に敵対するカリマコスの強硬な姿勢は、叙事詩が好きで『アルゴナウティカ』を書いた若弟子・ロドスのアポローニオスとの長く辛辣な確執を招き、30年にわたってトゲのある批評・侮辱・ad hominemの応酬が続けられた。初期のアレクサンドリア図書館長をリストアップしたオクシリンコス・パピルスの断片からわかっていることは、プトレマイオス2世は一度もカリマコスをその職に任用したことがない代わりに、弟子だったロドスのアポローニオスは任用したことである。ピーター・グリーンら一部の歴史家は、そのことも二人の詩人の長きにわたる確執のせいではないかと推測している。
カリマコスは「大きな本」の反対者であったが、『スーダ辞典』はカリマコスの書いた作品は800冊ある（もしかした誇張かも知れない）と書いていて、多量の小さい本であれば許容したことを示唆している。それらのうち現存しているのはわずかに、6つの（ギリシアの神々への）讃歌、64のエピグラム、いくつかの断片くらいである。『ヘカレー』の断片は、カリマコスの数少ない叙事詩的テーマの長大な詩の一つで、これはRainer papyriの中に発見された。『アイティア』もカリマコスの稀な大作だが残っているのはぼろぼろになったパピルスの断片と後世の著述家の引用のみである。これは4巻から成るエレゲイア詩集で、ギリシアの都市、はっきりしない宗教儀式、その奇妙さゆえにチョイスされたユニークな地方の伝統、その他の習慣の縁起が歌われている。少なくとも最初の3巻はムーサに質問する形式をとっている。具体的には、
- なぜパロス島でカリスを信仰するのに笛も王冠も使わないのか？[3]
- なぜアルゴスでは一月を「lambs（子羊）」と言うのか？[4]
- なぜレウカスではアルテミスの像の頭に乳鉢を乗せているのか？[5]

一連の質問は断片から再構築することが可能である。俗に『Coma Berenices（ベレニケの髪の毛）』と呼ばれる『アイティア』の1節は、カトゥルスによってパピルスに残っていたものから再構築され、ラテン語版が世に広まった。
現存している讃歌は非常に博学で、何人かが自然でなく人工的だと評するスタイルで書かれている。一方、エピグラムは広く高い評価を受けていて、『ギリシア詞華集』にも収められている。
クインティリアヌスによると、カリマコスはエレゲイア詩の第一人者だったということだ。カリマコスのエレゲイア詩はローマ人（en:Neoteric参照）によって高く尊ばれ、オウィディウスやカトゥルス、とりわけセクストゥス・プロペルティウスに模倣された。近代の多くの古典主義者たちは、カリマコスはラテン詩に大きな影響を及ぼしたと見なしていた。

## 主な日本語訳
- 松平千秋 抄訳「讃歌」『世界名詩集大成 1 古代・中世』平凡社、1963年、NDLJP:1344574
- 中務哲郎 訳「アコンティオスとキュディッペ（『縁起物語』より）」、『ギリシア恋愛小曲集』岩波書店〈岩波文庫〉、2004年、ISBN 9784003212417
- 沓掛良彦 訳 『ギリシア詞華集』全4冊、京都大学学術出版会〈西洋古典叢書〉、2015年-2017年 ※カリマコスの詩を多く含む。

## 関連文献

### 伝記
- Pfeiffer, Rudolf. Callimachus. V. 1, Fragmenta. (Oxford 1949, repr. 1965); V. 2, Hymni et epigrammata (Oxford 1953). (in classical Greek)
- Source for Family Information
- Callimachus
- Microsoft Encarta Encyclopedia - 2002

### 解説書
- Bing, Peter. Callimachus’ Hymn to Delos 1-99: Introduction and Commentary (U. Michigan Ann Arbor, 1981).
- Bulloch, A. W. Callimachus: The Fifth Hymn (Cambridge 1985).
- Hollis, Adrian Swayne. Callimachus: Hecale (Oxford 1990).
- Hopkinson, Neil. Callimachus: Hymn to Demeter (Cambridge 1984).
- Kerkhecker, Arnd. Callimachus' Book of Iambi (Oxford 1999).
- McKay, K. J. Erysichthon: A Callimachean Comedy (Brill 1962).
- McKay, K. J. The Poet at Play: Kallimachus, The Bath of Pallas (Brill 1962).
- McLennan, G. R. Callimachus: Hymn to Zeus (Edizioni dell'Ateneo & Bizzarri 1977).
- Williams, Frederick. Callimachus: Hymn to Apollo (Oxford 1978).

### 批評・歴史
- Bing, Peter. The Well-Read Muse: Present and Past in Callimachus and the Hellenistic Poets (Göttingen 1988).
- Cameron, Alan.  Callimachus and his Critics (Princeton 1995).
- Green, Peter.  Alexander to Actium: The Historical Evolution of the Hellenistic Age Ch. 11: The Critic as Poet: Callimachus, Aratus of Soli, Lycophron and Ch. 13: Armchair Epic: Apollonius Rhodius and the Voyage of Argo.
- Selden, Daniel. "Alibis," Classical Antiquity 17 (1998), 289-411.